# Pietro de Villanova Castellacci
Pietro de Villanova Castellacci (ur. 11 lutego 1815 w Bracciano, zm. 17 września 1881) – włoski duchowny katolicki, arcybiskup, patriarcha tytularny Antiochii 1879-1881.

## Życiorys
Święcenia kapłańskie otrzymał w grudniu 1837.
30 listopada 1854 papież Pius IX mianował go biskupem tytularnym Lystry. 17 grudnia 1854 z rąk kardynała Giovanniego Brunelliego przyjął sakrę biskupią. 30 marca 1855 mianowany arcybiskupem tytularnym Petry, a od 28 lutego 1879 patriarchą tytularnym Antiochii.
Zmarł 17 września 1881.